# 65535 (tal)
65535 är det naturliga talet som följer 65534 och som följs av 65536.

## Inom matematiken
65535 (216 − 1) är ett Mersennetal, d.v.s. det kan skrivas 2n − 1, men det är inte ett Mersenneprimtal. Talet faktoriserat: 3 · 5 · 17 · 257
Talet är produkten av de fyra första fermattalen: 65535 = (2 + 1) (4 + 1) (16 + 1) (256 + 1). Tack vare denna egenskap är det möjligt med geometrisk konstruktion av en regelbunden polygon med 65535 sidor.

## Inom datatekniken
65535 är det högsta möjliga värdet för ett 16-bitars heltal utan tecken i datorsystem.
Vissa programmeringsspråk har fördefinierade konstanta värden som representerar 65535, med namn som t.ex. "MAX_UNSIGNED_SHORT". I äldre datorer med processorer som arbetar med en 16-bitars adressbuss (såsom MOS Technology 6502 och Zilog Z80) var 65535 den högsta adresserbara minnesplatsen.
I Internetprotokoll är 65535 också antalet portar som finns på en IP-adress, eftersom port 0 är reserverad.

## Fotnoter
1. ↑  Ett 16-bitarstal kan lagras med hjälp av 16 stycken ettor och nollor. Heltal utan tecken innebär ett positivt heltal, d.v.s. det kan inte ha ett plus- eller minutecken framför sig.